# Agnes Edwall
Agnes Johanna Natalia Edwall, tidigare Nordström, född 31 december 1869 i Uppsala, död 20 september 1951 i Sankt Matteus församling, Stockholm, var en svensk kompositör.

## Biografi
Agnes Johanna Natalia Edwall föddes 31 december 1869 i Uppsala. Hon var dotter till hyrkusken Johan Nordström (född 1820) och Johanna Fredrika Jansdotter (född 1835). 1889 flyttade familjen till Knivsta där fadern arbetade som possessionat.
3 augusti 1899 gifte sig Agnes med vice pastor Waldemar Edwall (född 1871) i Ramsele församling och flyttade samma år till honom på Krången i Ramsele, Västernorrlands län. De fick där sonen Torsten Johan Waldemar (1900-1901), som bara blev några månader gammal. 1901 flyttade de till Nyland i samma socken. Där fick de barnen Karl Gunnar (född 1901) och Agnes Eleonora (född 1903-1903). Dotter avled samma år som hon föddes. 1903 flyttade de till Fjällsjö. Där Waldemar kom att arbeta som vice komminister i Fjällsjö församling. I Fjällsjö får de barnen Harald Oskar (född 1904), Robert Ingemar (född 1905) och Astrid Lilian Maria (född 1908). 1909 blir Waldemar komminister i Håsjö församling och familjen flyttade till prästgården i Håsjö. 1912 flyttade familjen till Sundsvall där mannen arbetade som komminister. Han blev senare kyrkoherde i Sundsvalls församling. Agnes avled 20 september 1951 i Sankt Matteus församling, Stockholm.

## Verklista
Lista över kompositioner av Agnes Edwall.

### Pianoverk
- Gamla minnen. Valse lente. Utgiven 1928 på eget förlag, Sundsvall.[18]

- Sorg. Utgiven 1928 på eget förlag, Sundsvall.[18]

- Vårfantasi, op. 5. Utgiven 1928 på eget förlag, Sundsvall.[19]

### Sång och piano
- Fyra sånger med överskriven text. Text och musik av Agnes Edwall. Utgiven 1928 på eget förlag, Sundsvall.[20]

1. Prins vår
2. Lilleman
3. Tonernas makt
4. Sov liten vän!

- Två sånger. Utgiven 1928 på eget förlag, Sundsvall.[18]

1. I stilla kväll. Text av Ossian Petersson.
2. Hjärtat måste vara varmt. Text av Johan Olof Wallin.

- Uppsala vår (Vitsipporna) "Vita sippor med doft av våren", op. 6. Sång med överskriven text. Text och musik av Agnes Edwall. Utgiven 1933 på eget förlag, Sundsvall.[21]

- Tag mina tankar Herre kär, op. 7. Tillägnad dottern Lilian. Utgiven 1933 på eget förlag, Sundsvall.[22]